# 拉加代尔
拉加代尔（法語：Lagardère，法語發音：[laɡaʁdɛʁ]）是法国热尔省的一个市镇，属于孔东区。 

## 地理
拉加代尔（43°50'26"N, 0°19'41"E）面积4.95 平方千米，位于法国奧克西塔尼大區热尔省，该省份为法国西南部内陆省份，北起顺时针与洛特-加龙省、塔恩-加龙省、上加龙省、上比利牛斯省、大西洋比利牛斯省和朗德省接壤。
与拉加代尔接壤的市镇（或旧市镇、城区）包括：博凯尔、伯佐勒、贡德兰、罗克、巴伊斯河畔瓦朗斯。
拉加代尔的时区为UTC+01:00、UTC+02:00（夏令时）。

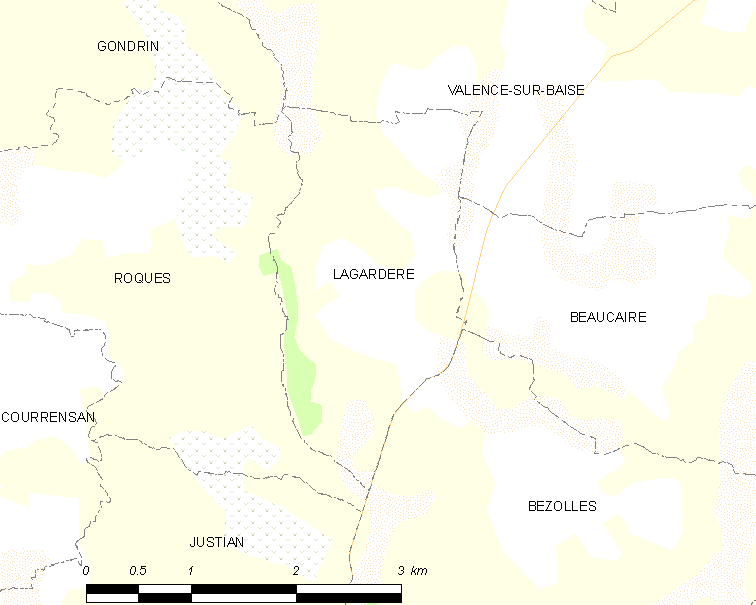
拉加代尔的OSM定位图

## 行政
拉加代尔的邮政编码为32310，INSEE市镇编码为32178。

## 政治
拉加代尔所属的省级选区为巴伊斯-阿马尼亚克县。

## 人口

1962-2008年间拉加代尔人口变化图示

拉加代尔于2022年1月1日时的人口数量为78人。